# 哥斯达黎加
哥斯达黎加共和國（西班牙語：República de Costa Rica），通稱哥斯达黎加（Costa Rica），是中美洲国家，北邻尼加拉瓜，南与巴拿马接壤，首都為聖荷西。
哥斯达黎加是当今世界上第一个裁撤军队的国家。目前哥斯大黎加是中美洲地區經濟發展較佳的國家，擁有較高的生活水準，该国也被《富比士》列於2020年退休宜居國的名單中。
哥斯达黎加的西班牙語名稱「Costa Rica」意為「富饒海岸」。

## 歷史

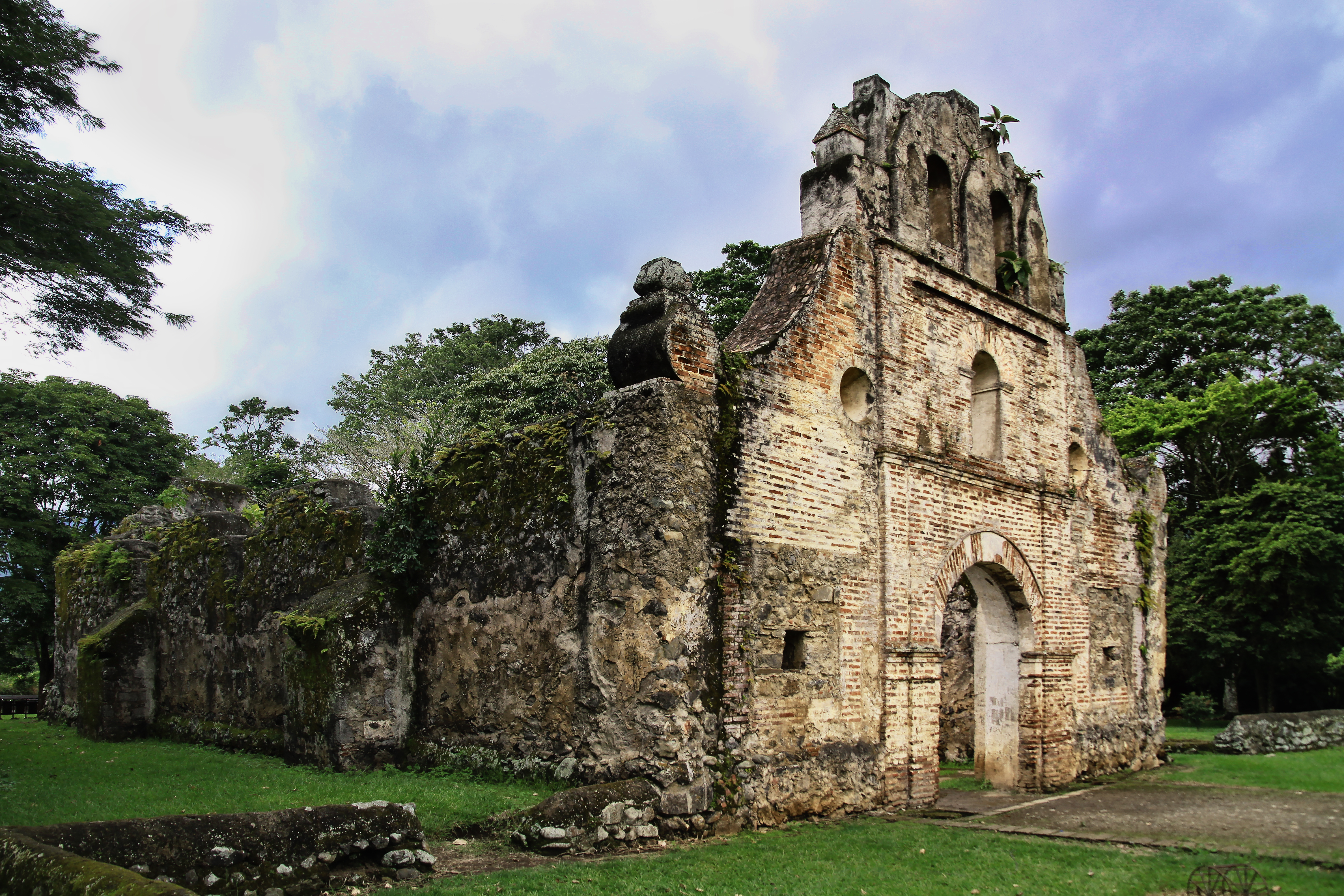
卡塔戈省烏哈拉斯歷史古蹟，建立在1686年和1693年之間的殖民地教會

在前哥倫布時代，就有印第安人居住在处于中美洲文明和安第斯文明交匯處的哥斯大黎加。
16世紀，當地的瑪雅人和阿茲台克人相继被西班牙人征服，而与此同时，哥斯達黎加也成為西班牙領土新西班牙最南部的一個省，省府在卡塔戈。日后，由于位置偏僻、多热带雨林，对外交通不便，哥斯达黎加与瓜地馬拉总督府的交流也非常有限。加之金属矿藏缺乏，相较于同辖区的诸省，哥斯达黎加并不受到西班牙殖民者的重视，当地的殖民政府机构也相对松散。
在西班牙殖民时期，哥斯大黎加吸引了一些缺少資本的西班牙安达卢西亚移民，他们建立了分散的、自由劳动的小农经济体系，而相较于封建大庄园密布的瓜地馬拉等地，哥斯达黎加一直相当贫穷。
1821年，哥斯達黎加随同新西班牙诸省脱离西班牙帝国独立，并暫時地加入阿古斯汀一世的墨西哥第一帝國，後來成為中美洲聯合省的一員。1824年，首都遷往聖荷西，1824年，哥斯达黎加吞併了原属于尼加拉瓜的尼科亞半岛，并在1838年独立后将其改制为瓜纳卡斯特省。19世纪40年代，哥斯達黎加成為獨立的國家。
1856年，美国冒险家威廉·沃克入侵尼加拉瓜并建立了傀儡政权“沃克拉瓜”，哥斯达黎加向其宣戰。沃克则先發制人地派施萊辛格上校侵略哥斯大黎加，但他的軍隊在1856年3月的聖羅莎戰役中被打敗。1856年4月，哥斯大黎加陸軍打入尼拉加瓜領土並在第二次里瓦斯戰役中打敗了沃克的軍隊。在這次戰役中，士兵胡安·聖瑪利亞發揮了關鍵作用，他因此被哥斯大黎加人視為民族英雄。
1889年，哥斯达黎加举行了第一次总统选举，选举结束后，军事独裁领导人贝尔纳多·索托·阿尔法罗于1889年11月7日宣布辞职，将权力交给卡洛斯·杜兰·卡廷。索托辞职的11月7日因而被定为哥斯达黎加民主日。
1914年，阿爾弗雷多·岡薩雷茲·弗洛雷斯当选为哥斯达黎加总统，成为该国首位由直接選舉產生的總統。但因改革措施激进而遭到大地主的强烈反对，1917年1月27日，冈萨雷斯被国防部长费德里科·蒂诺科·格拉纳多斯发动的军事政变推翻，后者的軍事獨裁統治激起了哥斯达黎加国民和美国政府的強烈不滿，最终，蒂诺科于1919年被迫辞职，哥斯达黎加才恢复民主。
1948年，哥斯达黎加举行总统选举，前总统拉斐尔·安赫尔·卡尔德龙·瓜迪亚被民族联盟党的乌拉特·布兰科击败，但是卡尔德龙以乌拉特舞弊为由不承认败选。其后，民族共和党控制的立法大会支持卡尔德龙的主张，宣布选举无效，引发大规模抗议，同年3月11日，庄园主荷西·菲格雷斯·費雷爾在哥斯达黎加南部起义，击败了哥斯达黎加政府军及人民先锋党的工人民兵，荷西·菲格雷斯·費雷爾执政后宣佈解散该国軍隊，並在1949年將此列入哥斯达黎加憲法。從那時起，哥斯達黎加進入罕見的無軍隊介入的民主格局。
哥斯達黎加儘管仍是發展中國家，但已經取得相對較高的生活水準，土地所有權普遍擴張，而且旅遊業蓬勃發展。

## 地理
哥斯达黎加位于中美洲的狭长地带，北纬10度；西经84度。东临加勒比海，西靠北太平洋，有着1290公里的海岸线（东岸加勒比海212公里，西岸太平洋1016公里）。
哥斯达黎加北部与尼加拉瓜接壤（边境线长309公里），东南偏南与巴拿马接壤（边境线长639公里）。总共有51100平方公里，其中领土50660平方公里，领水440平方公里，比美国的西弗吉尼亚州稍小，也相当于爱尔兰。
哥斯达黎加地形是：海岸边是平原，而中部被崎岖的高山所隔绝。该国宣布其专属经济区为200海里，领海为12海里。气候属于热带和亚热带，还有一部分是新热带。

## 政治
哥斯达黎加是拥有完善的宪法制衡系统的民主共和国。行政责任归属于总统，总统是国家的力量中心。该国有两位副总统以及由包括一名副总统在内的15人组成的内阁。总统和57名立法会议员由选举产生，以4年为任期。1969年批准的宪法修正案限制总统和立法会议员只能任一届。尽管如此，原立法议员们可以隔一届任期再去参选。目前，有人提出要修改宪法，而使总统获得第二个任期，与此同时，在立法会裡面也有人质疑禁止总统连任的法律是否违宪。2003年4月，经过一场激烈的争论后，立法会以决议案的形式，正式肯定了禁止任何一位总统寻求在任期后的任何时间再次出任的法律条文。根据这个决议案，奥斯卡·阿里亚斯如果在即将到来的2006年政府选举中再度参加竞选，即属违反宪法。但是其后阿里亚斯通过其政黨修憲，並已於2006年成功再度當選總統，並於2010年完成其任期。2010年其副總統勞拉當選總統，任期到2014年。阿里亚斯是自由贸易的提倡者，他支持与美国签订的自由贸易条约，这个条约的签订具有极大的争议性，其争议的激烈程度能够酿成一场全国性的示威。
哥斯达黎加以按比例的方式选举立法院议员。
國家專營的保險和电信部門，在2009年開放予私營機構參與競爭（在此之前，要得到一個手機電話號碼也要等上幾個月）。有很多國家機構都是獨立運作和享有自治的，包括電力、國營商業銀行（須面對私營銀行競爭）和社會保障體系，這些部門對於發展哥斯達黎加的高質素生活都很重要。
七个省的省長由總統任命，可是他們的權力不大。省內沒有獨立的立法機關。根據憲法，哥斯达黎加沒有軍隊，只有警察和安全部隊維護內部安全。

## 行政區劃

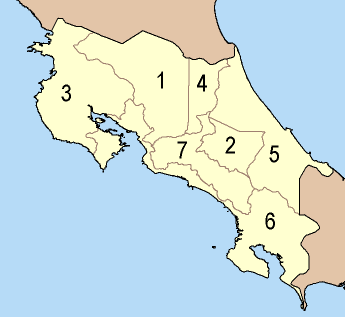
哥斯大黎加行政区划

哥斯达黎加有7个省：
1. 阿拉胡埃垃（中部，聖荷西西北面）
2. 卡塔戈（中部，聖荷西东面）
3. 瓜纳卡斯特（西北部）
4. 埃雷迪亚（中部，聖荷西北面）
5. 利蒙（东部，沿加勒比海）
6. 蓬塔雷纳斯（西部，沿太平洋）
7. 圣何塞（首都附近区域）

## 经济
哥斯大黎加是中美洲地區經濟較為發達的國家，擁有較高的生活水平及較多元的經濟結構。在一系列經濟改革後，哥斯大黎加已從曾經只依靠農業的單一經濟發展為以旅遊、電子和醫療組件出口及信息技術服務為基礎的多樣化經濟。
現今哥斯达黎加经济主要是旅游业，农业和电子元件出口，从1997年经济萧条以后，开始快速增长。哥斯达黎加位于中美洲的狭长地带且在美洲中心，有直通欧亚的海洋，可以很方便地进入美洲市场。但整體來說國內貧富差距較大，仍有20%的民眾生活在貧困線之下，另外不斷增加的債務和預算赤字是該國待解決的問題。
哥斯大黎加的货币单位是哥斯达黎加科朗，与美元的比价为500-560，与欧元比价是600，与人民币的比价是85。

### 旅遊業
哥斯達黎加的旅遊業年產值為19.2億美元，是中美洲地區造訪遊客最多的國家，2013年有242萬外國遊客。豐富的自然生態、相對較佳的基礎建設及較佳的治安是該國的旅遊業保有競爭力的原因。旅遊勝地有伊拉蘇火山、阿雷納火山、波阿斯火山、奧斯修納爾國立野生動物保護區、蒙特沃德雲霧森林保護區、西班牙殖民文化遺址等等。

## 人口

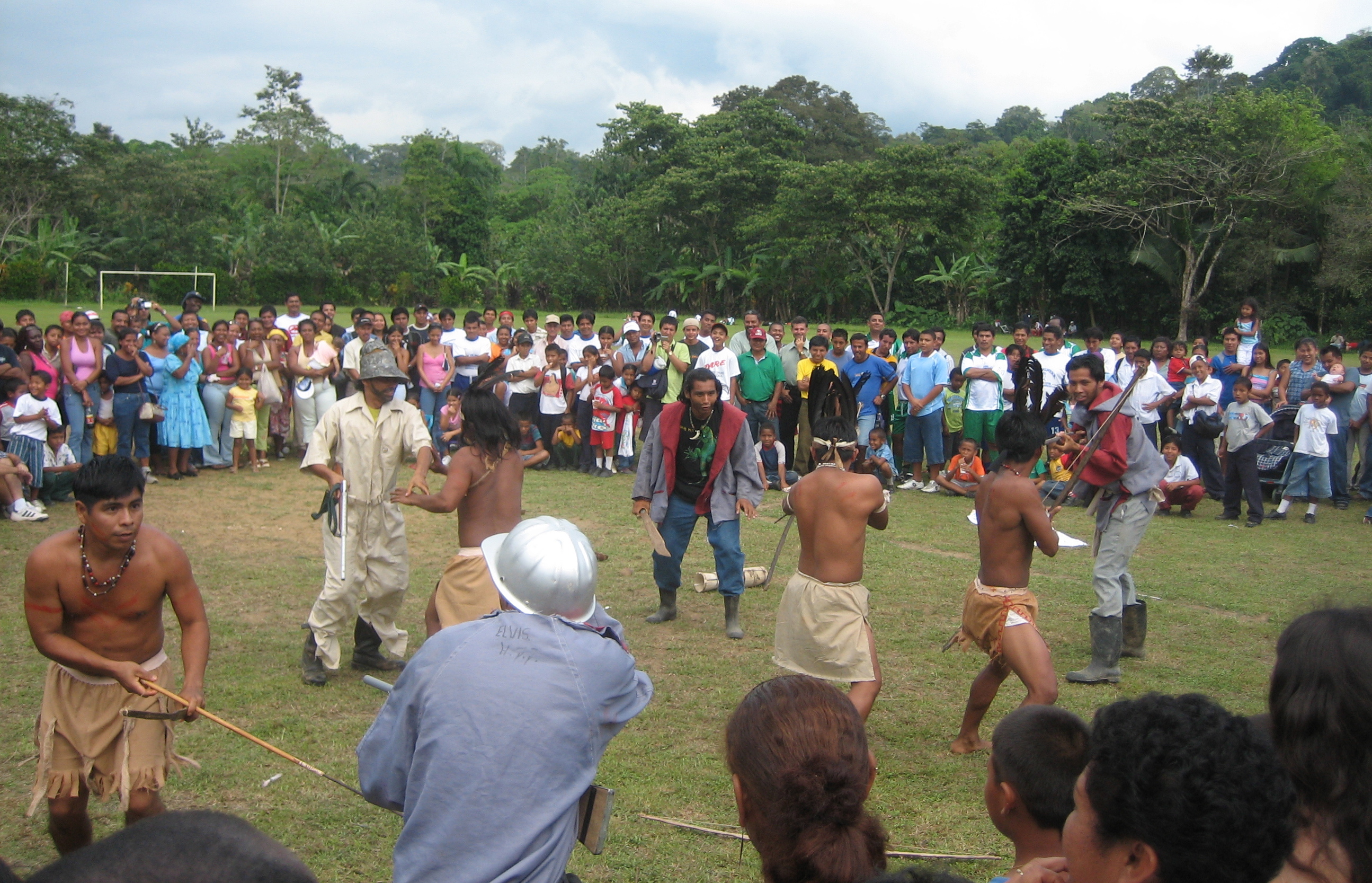
哥斯达黎加原住民庆祝原住民日

哥斯达黎加的人口中印欧混血人和纯种欧洲人占94%，主要的移民是西班牙人，另有不少德国人，波兰人，意大利人和犹太人在19至20世纪移民到哥斯达黎加。在哥斯达黎加只有很少的印第安人从大型传染病及与欧美人的土地争夺中存活下来，但由于哥斯达黎加政府的有效保护，该国的土著居民增加到114,000人，占该国2.4%的总人口，主要分布在该国东南部。十九世纪从牙买加移居来的黑人后裔也组成了该国3%的人口。另外1%是华人。
哥斯达黎加有大约10%的尼加拉瓜裔公民，他们大多是在1979至1990年的尼加拉瓜革命期间流亡来的，其中也不乏来自尼加拉瓜的非法移民。相对于北边治安不佳的邻国危地马拉、萨尔瓦多、洪都拉斯、尼加拉瓜，哥斯达黎加社会秩序稳定、治安良好、文教水平较高，也吸引了一些哥伦比亚人，巴拿马人和秘鲁人前来定居。

### 语言
西班牙语是哥斯达黎加的官方语言，在16世纪由西班牙殖民者传入当地，而该国通用的西班牙语方言被称为哥斯达黎加西班牙语，语言规范由哥斯达黎加语言研究院管理。而利蒙克里奥尔语等基於英語的克里奧爾語在东海岸的利蒙省黑人社群间使用，并无法律地位。土著居民的语言则在各自的部落内使用。
由于哥斯达黎加教育水平较高，英文在该国的旅游区及知识分子间也得到了有效的普及，2021年哥斯达黎加在英孚英語水平指數排名并列第四十四，得分520，总体英文水平达到中等熟練度，仅次于阿根廷等国家。

## 外交
哥斯达黎加與美國傳統上關係密切，一直與美國保持紧密的關係。哥斯达黎加於2007年與中華民國斷交，轉與中華人民共和國建交，並取消中華民國護照的免簽證待遇，惟之後又予以恢復，所有持有效中華民國護照者皆可免簽證入境哥國及停留至多90天。

## 軍事治安

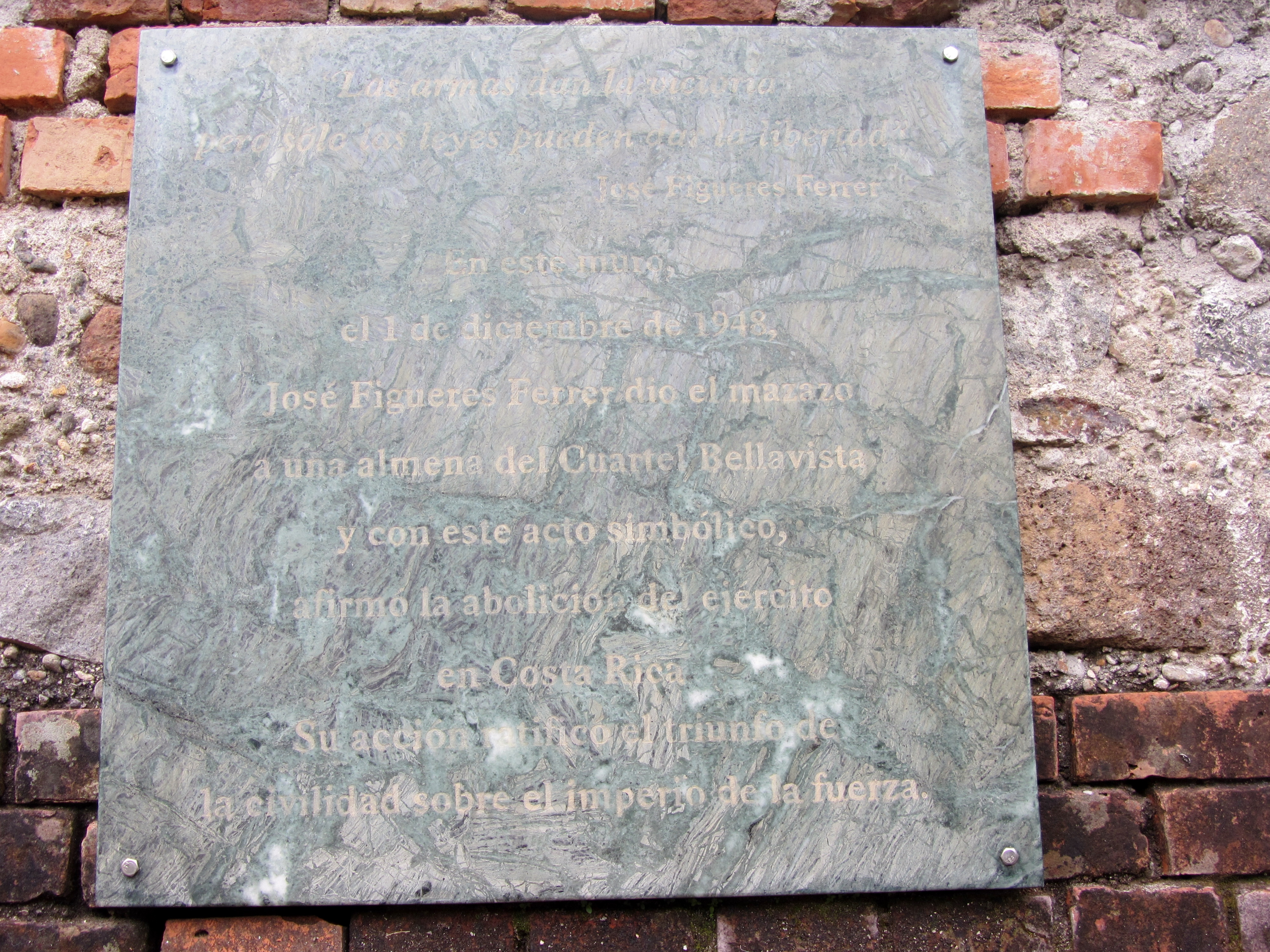
哥斯达黎加国立博物馆前的宪法第十二条碑文

哥斯达黎加在1948年内战以前曾经保有军队，1949年修订的哥斯达黎加宪法第十二条也规定哥斯达黎加禁止设置常备军，但是，为了维持一定的公共秩序，哥斯达黎加成立了警察部队替代军队的职责。尽管没有军队，哥斯达黎加現今的治安狀況相对于中南美洲大部分國家较好。

## 文化

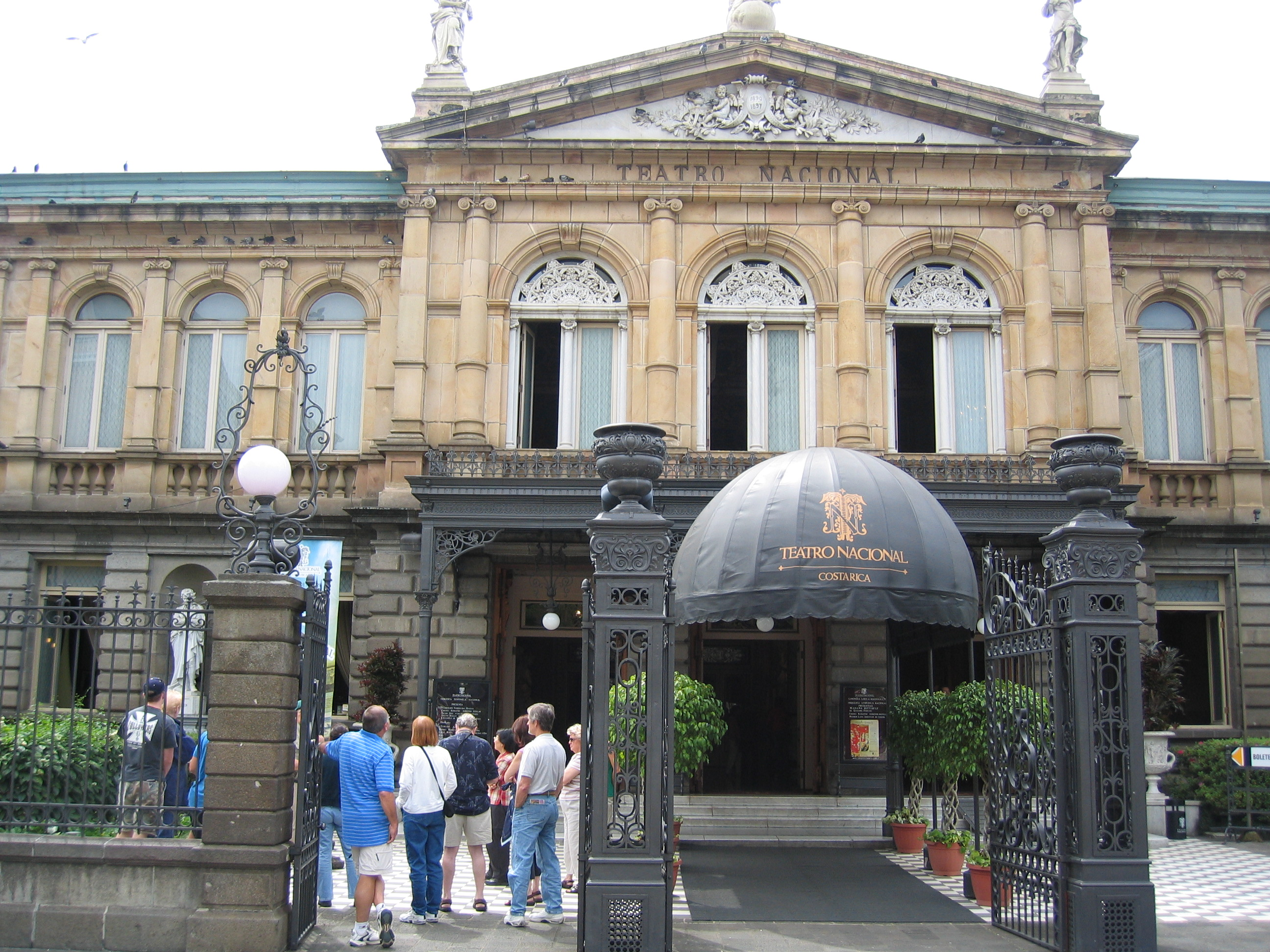
哥斯達黎加國家劇院

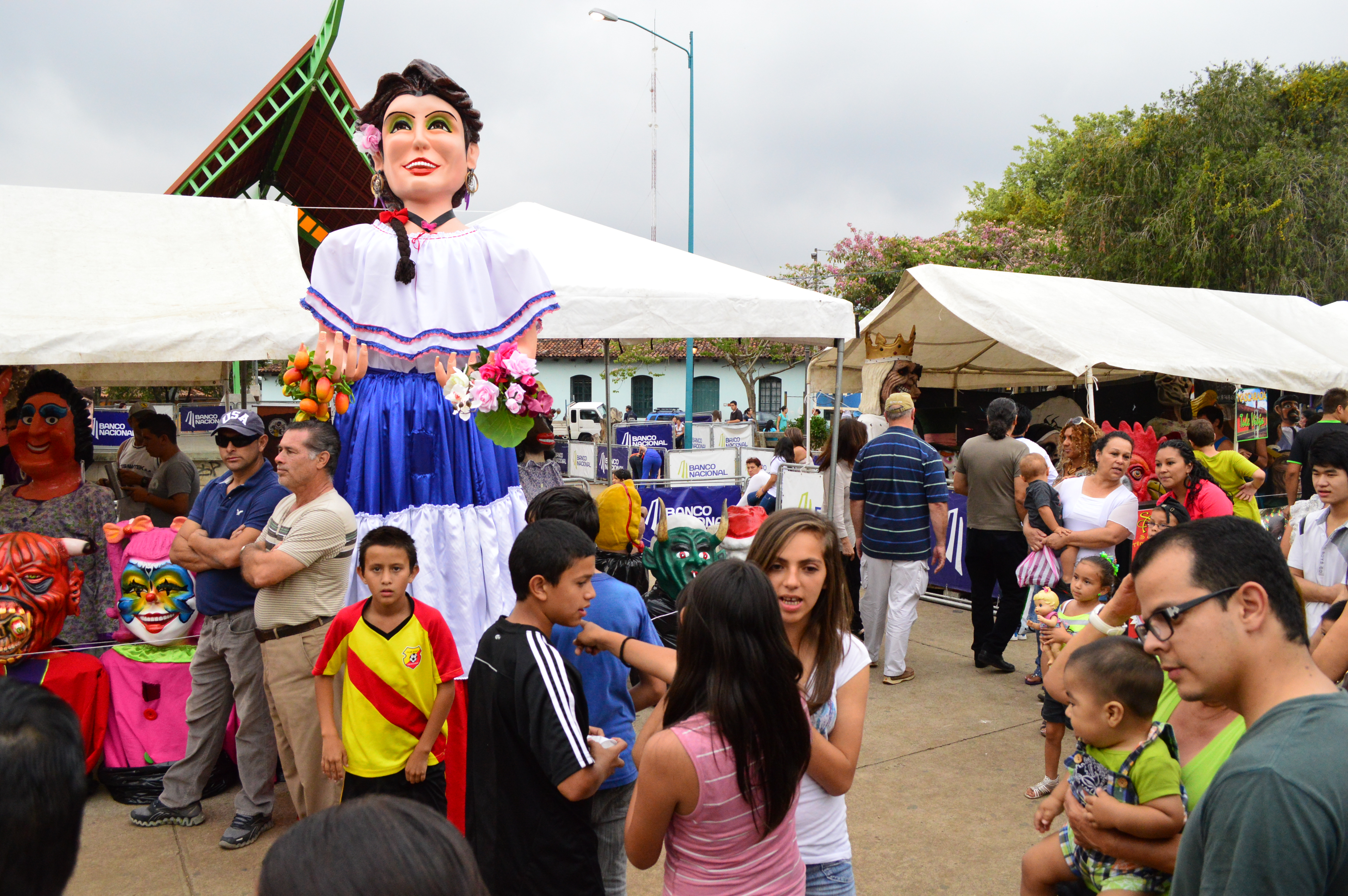
平等節

哥斯達黎加擁有多樣的文化，那裡是中美洲和南美洲的文化交匯處。當16世紀西班牙人征服美洲後，哥斯達黎加北部地區是瑪雅文明最南部的領地，中部和南部是奇布查族領地，而西海岸則居住著17世紀至18世紀從非洲販賣來的黑人奴隸，也就在這個時候，許多中國農民來到這裡，修築鐵路。
哥斯達黎加音樂有tambito和punto，十分獨特，比如「punto guanacasteco」來自於瓜納卡斯特省，而「punto sancarleno」則來自於阿拉胡埃拉省的聖卡洛斯（San Carlos）。哥斯達黎加北部（曾是瑪雅人的勢力範圍）和大西洋海岸傳出了許多音樂和傳奇故事。

### 体育
足球是哥斯达黎加最受欢迎和瞩目的运动，国家队00年代开始屡次打入世界杯决赛圈，多次在中北美洲及加勒比海足球錦標賽及美洲金杯获得的殊荣在中北美洲仅次于墨西哥及美国。

### 教育

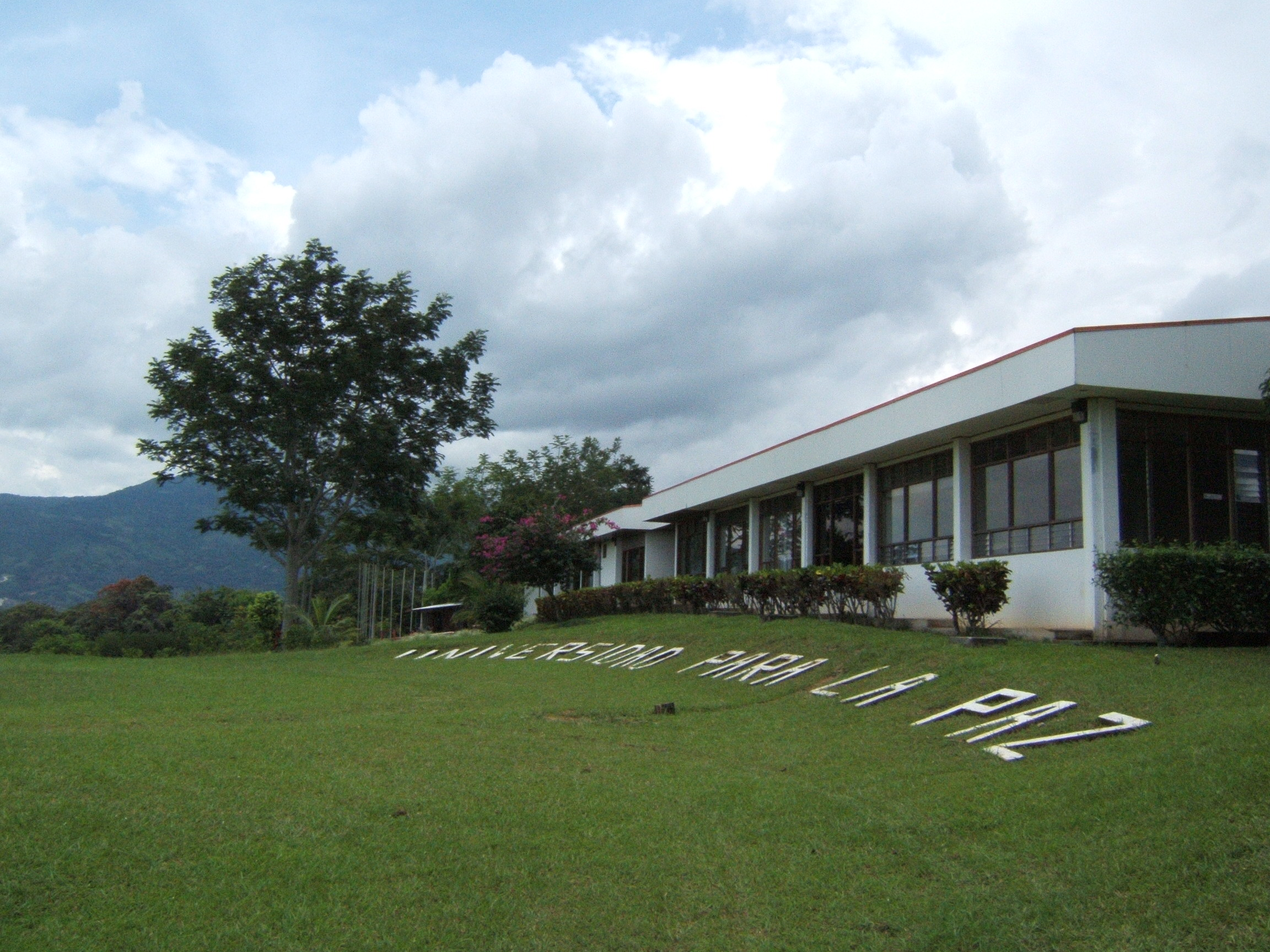
和平大学

哥斯达黎加政府于1869年规定在国内实行义务教育，成为拉丁美洲第一个实施义务教育的国家。1949年，哥斯达黎加以宪法形式废除军队后，哥斯达黎加得以将更多的财政收入用于改善国民教育，“教师队伍替代军人队伍”的理念很快就深入了哥斯达黎加人心。2015年，该国识字率达到97.8%，高于邻国危地马拉的79.3%、洪都拉斯的88.5%以及尼加拉瓜的82.8%。除了哥斯达黎加大学等公立高等学府外，联合国的和平大學也设立于哥斯达黎加。

### 文学
相比起邻近的危地马拉、尼加拉瓜，哥斯达黎加的文学創作活力與國際名聲较低，但也有曼努埃尔·阿尔圭略·莫拉、卡门·莱拉、胡麗塔·杜柏蕾斯等知名文人活跃于哥國文坛。其中曼努埃尔·阿尔圭略·莫拉创作了该国历史上第一部小说，並因此被视为哥國文学的奠基人。

## 自然生態

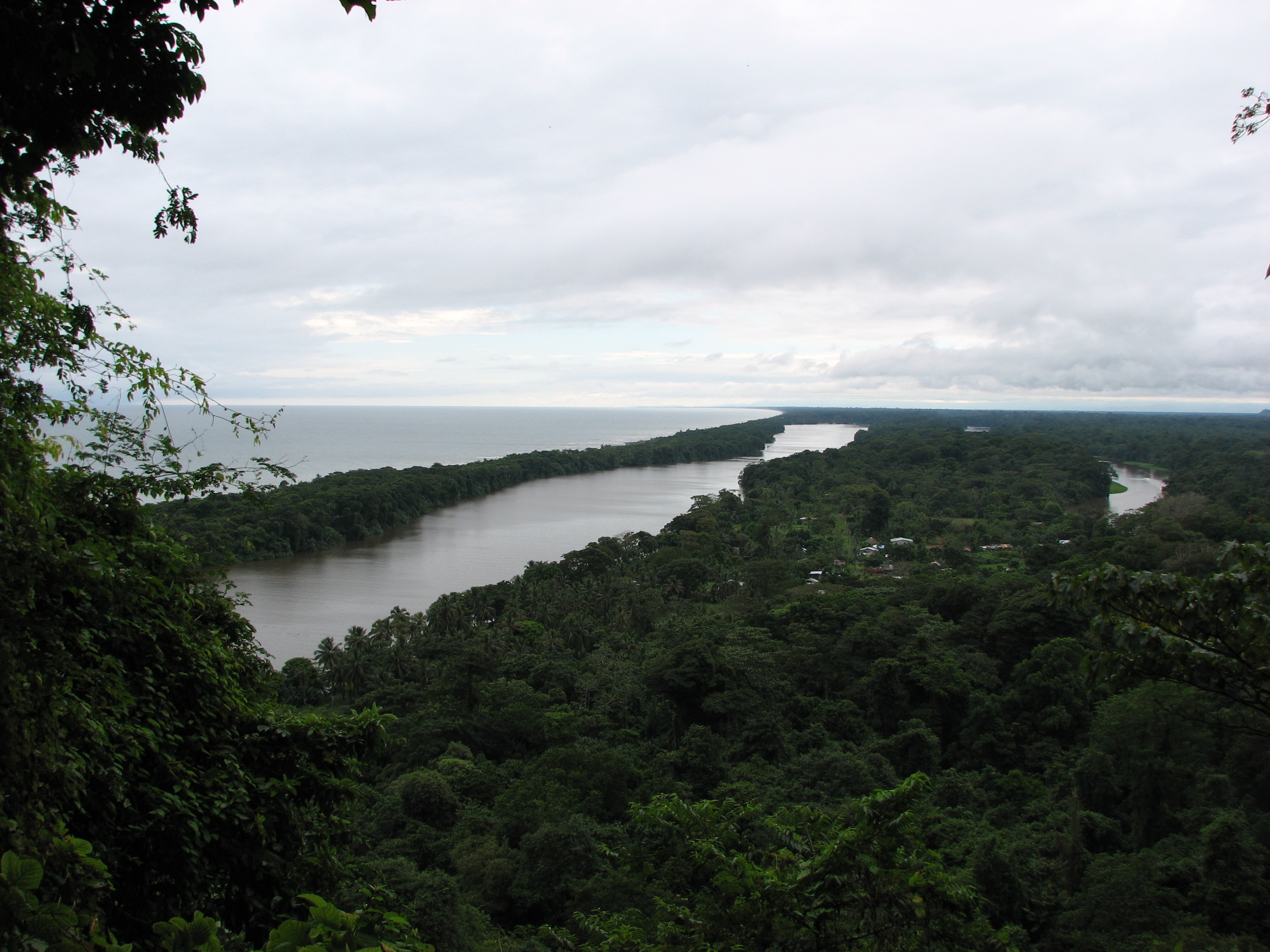
托爾圖格羅國家公園的景色

哥斯達黎加擁有多樣的動植物。在2012年環境績效指數排名中，哥斯達黎加排名世界第五，在美洲地區排名第一。
哥斯大黎加政府也重視生態保育，國內擁有多座自然保護區，並是少數已完全使用可持續發展電力的國家，政府也通过一系列政策逐漸讓交通工具实现可再生能源化。此外，该国也于2024年关闭了所有的国立动物园，并将其中健康的动物均放生至各自然保护区。
| 哥斯達黎加        | 哥斯達黎加 | 哥斯達黎加  | 哥斯達黎加  | 哥斯達黎加  | 哥斯達黎加    | 哥斯達黎加    | 哥斯達黎加   | 哥斯達黎加    | 哥斯達黎加    | 哥斯達黎加    | 哥斯達黎加   | 哥斯達黎加  | 哥斯達黎加    |
| 月份              | 1月        | 2月         | 3月         | 4月         | 5月           | 6月           | 7月          | 8月           | 9月           | 10月          | 11月         | 12月        | 全年          |
| ----------------- | ---------- | ----------- | ----------- | ----------- | ------------- | ------------- | ------------ | ------------- | ------------- | ------------- | ------------ | ----------- | ------------- |
| 平均高温 °C（°F） | 27 (81)    | 27 (81)     | 28 (82)     | 28 (82)     | 27 (81)       | 27 (81)       | 27 (81)      | 27 (81)       | 26 (79)       | 26 (79)       | 26 (79)      | 26 (79)     | 27 (81)       |
| 平均低温 °C（°F） | 17 (63)    | 18 (64)     | 18 (64)     | 18 (64)     | 18 (64)       | 18 (64)       | 18 (64)      | 18 (64)       | 17 (63)       | 18 (64)       | 18 (64)      | 18 (64)     | 18 (64)       |
| 平均降水量 mm（） | 6.3 (0.25) | 10.2 (0.40) | 13.8 (0.54) | 79.9 (3.15) | 267.6 (10.54) | 280.1 (11.03) | 181.5 (7.15) | 276.9 (10.90) | 355.1 (13.98) | 330.6 (13.02) | 135.5 (5.33) | 33.5 (1.32) | 1,971 (77.61) |
| 可照百分比        | 40         | 37          | 39          | 33          | 25            | 20            | 21           | 22            | 20            | 22            | 25           | 34          | 28            |
| 来源：            |            |             |             |             |               |               |              |               |               |               |              |             |               |